# Tomos Roberts
Ne pas confondre avec Tom Roberts (1856-1931), peintre australien
 (mai 2012).
Tomos Roberts, aussi appelé Tom Roberts (né le 23 septembre 1991 dans le Denbighshire) est un footballeur gallois évoluant au poste de milieu de terrain dans le club gallois des New Saints. Il est champion du pays de Galles en 2012.

## Biographie
Après une formation à Manchester United puis à Aston Villa, il prend part à la finale de FA Youth Cup en 2010 au cours de laquelle Aston Villa s'incline contre Chelsea. 
Il fait par la suite des essais auprès de clubs du championnat anglais et signe en août 2011 au club gallois des New Saints avec lequel il décroche le titre de champion du pays de Galles dès sa première saison ainsi qu'une coupe du pays de Galles.

## Palmarès

### En club
Aston Villa
- FA Youth Cup
  - Finaliste : 2010.

The New Saints
- Championnat du pays de Galles (1)
  - Champion : 2012.
- Coupe du pays de Galles (1)
  - Vainqueur : 2012

## Statistiques
| Saison                | Club                  | Championnat           | Championnat | Championnat | Coupe(s) nationale(s) | Coupe(s) nationale(s) | Compétition(s) continentale(s) | Compétition(s) continentale(s) | Compétition(s) continentale(s) | Total | Total |
| Saison                | Club                  | Division              | M.          | B.          | M.                    | B.                    | Comp.                          | M.                             | B.                             | M.    | B.    |
| 2011 - 2012           | The New Saints        | Welsh Premier League  | 24          | 3           | 7                     | 0                     | C3                             | 0                              | 0                              | 31    | 3     |
| Sous-total            | Sous-total            | Sous-total            | 24          | 3           | 7                     | 0                     | -                              | 0                              | 0                              | 31    | 3     |
| Total sur la carrière | Total sur la carrière | Total sur la carrière | 24          | 3           | 7                     | 0                     | -                              | 0                              | 0                              | 31    | 3     |